# 以色列外交部
31°46′57″N 35°12′06″E / 31.782596°N 35.201719°E

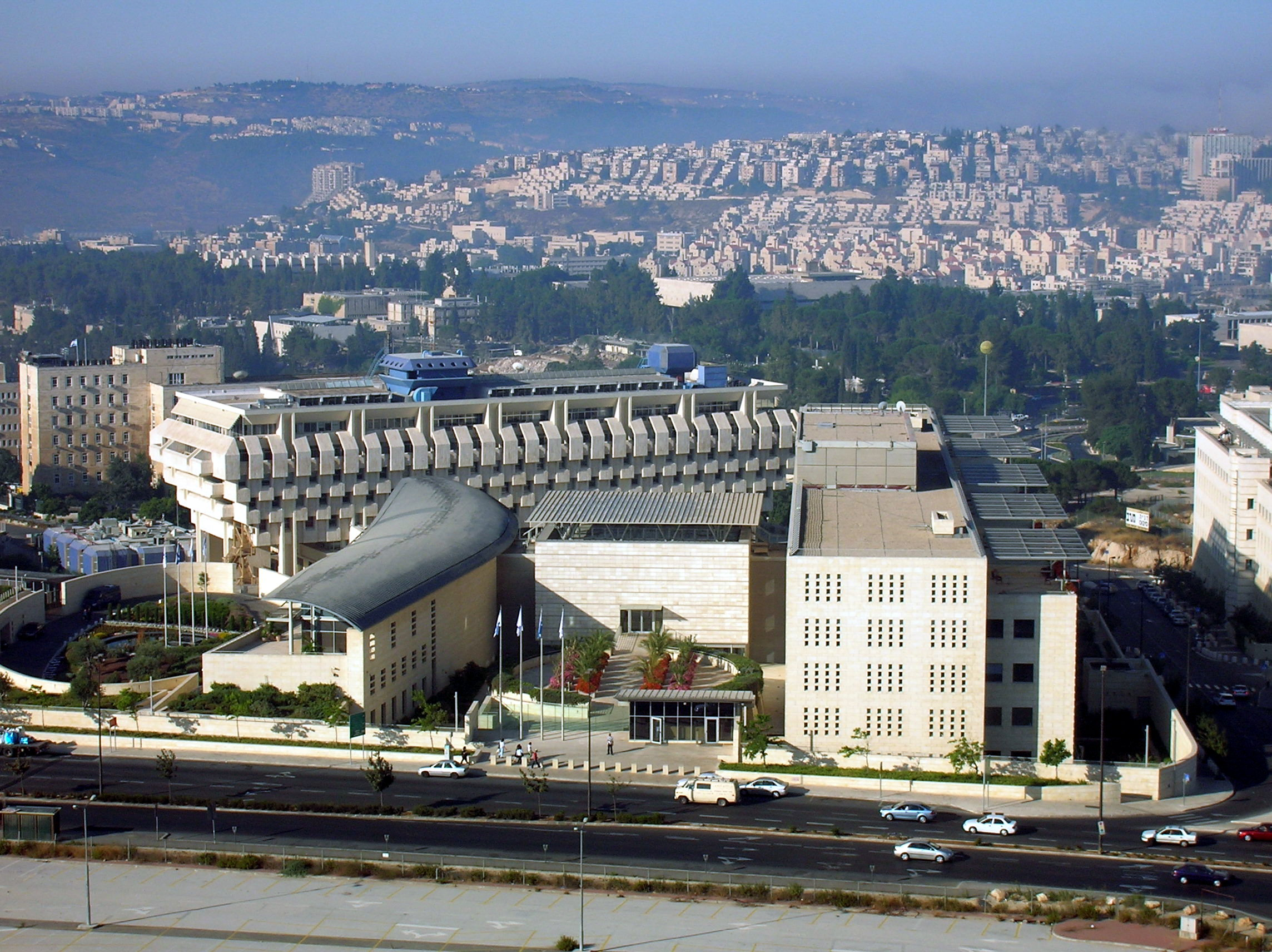

以色列外交部（希伯來語：משרד החוץ, Misrad HaHutz），以色列政府组成部门之一，负责以色列的外交事务。

## 历史
1948年，以色列国成立，以色列即在特拉维夫郊外的一座大楼内开始办公。目前，以色列外交部大楼位于耶路撒冷Kiryat Ben-Gurion，由耶路撒冷建筑师Kolker设计。

## 历任外交部长
- 摩西·夏里特，1948-1956
- 梅爾夫人，1956-1966年
- 阿巴·埃班，1966-1974
- 以加勒·阿龍，1974-1977
- 摩西·达扬，1977–1979年
- 梅纳赫姆·贝京，1979–1980年
- 伊扎克·沙米尔，1980–1986年
- 希蒙·佩雷斯，1986–1988年
- 摩西·阿伦斯，1988–1990年
- 大衛·利維，1990–1992年
- 希蒙·佩雷斯，1992–1995年
- 埃胡德·巴拉克，1995-1996年
- 大衛·利維，1996–1998年
- 本雅明·内塔尼亚胡，1998年
- 阿里埃勒·沙龙，1998-1999年
- 大衛·利維，1999–2000年
- 埃胡德·巴拉克，2000年
- 本·阿米，2000–2001年
- 希蒙·佩雷斯，2001–2002年
- 阿里埃勒·沙龙，2002年
- 本雅明·内塔尼亚胡，2002–2003年
- 西尔万·沙洛姆，2003–2006年
- 齐皮·利夫尼，2006–2009年
- 阿维格多·利伯曼，2009–2012年
- 本雅明·内塔尼亚胡，2012–2013年
- 阿维格多·利伯曼，2013–2015年
- 本雅明·内塔尼亚胡，2015–2019年
- 伊斯雷尔·卡茨，2019年-2020年
- 加比·阿什克纳齐（英语：Gabi Ashkenazi），2020年-2021年
- 亚伊尔·拉皮德，2021年-2022年
- 伊里·哥賢，2022年-2024年
- 伊斯雷尔·卡茨，2024年-2025年
- 薩爾，2025年-